# Baldur's Gate II: Shadows of Amn
Baldur's Gate II: Shadows of Amn es un videojuego de rol desarrollado por Bioware en el año 2000 para PC. Shadows of Amn es otra historia basada en el famoso juego de rol Dungeons & Dragons. Nos sitúa en la serie de historias de los Reinos Olvidados que surgen en el continente de Faerûn. El juego nos permite construir un protagonista al que controlaremos durante todo el juego y al que podrás cambiarle varios atributos como la raza o la clase. La historia nos sitúa en el reino de Amn, donde el protagonista es prisionero de un mago poderoso en una prisión debajo la capital del reino, Athkatla. Philip Athans realizó una novelización del videojuego publicada por Wizards of the Coast en el año 2000. Esta centra su argumento en Abdel, el último de los Bhaalspawn. El 16 de marzo de 2012 Atari anunció que lanzaría una versión mejorada de Baldur's Gate II:Shadows of Amn, un día después de anunciar que haría lo mismo con la primera entrega del juego.

## Argumento
El juego comienza poco después del final de Baldur's Gate, cuando el jugador y sus compañeros son apresados. El jugador despierta en una jaula y ve que un hechicero tiene la intención de experimentar con él pues le considera heredero de un tremendo poder oculto. Afortunadamente unos ladrones se cuelan en la mazmorra y el hechicero se distrae con ellos, momento en el que Imoen aparece para liberar al jugador. Jaheira y Minsc son a su vez liberados, peor suerte para Dynaheir y Khalid, que han sido asesinados. El ahora grupo de cuatro lucha para escapar de la mazmorra mientras descubre que el despreciable hechicero se llama Irenicus. Finalmente salen a la luz del sol en la ciudad de Athkatla donde Irenicus sigue matando gente. Imoen le ataca pero aparecen unos magos de alto nivel que arrestan a ambos por inadecuado uso de la magia.
En los suburbios de Athkatla un individuo llamado Bodhi se ofrece a ayudarles.
Imoen y Irenicus están presos en Spellhold, una isla-prisión. Tras varios trabajos para ganar suficiente dinero el grupo alquila un barco para llegar a la isla pero una vez allí son capturados por Irenicus, que se ha hecho con el control de la prisión.

## Características

### Jugabilidad
Este juego tiene una mecánica de juego basada en la revisión del sistema de juego Advanced Dungeons and Dragons o también conocido como AD&D. El sistema de juego es una mejora del primer juego de la serie Baldur's Gate. Las características básicas de la jugabilidad son:
- Cámara isométrica.
- Posibilidad de pausar la partida y aplicar acciones durante la pausa.
- Incorporación de más hechizos, sumándose a la larga lista de Baldur's Gate.
- Mejora y ampliación del sistema de misiones y sub-misiones.

### Editor de personajes
Los juegos de rol ambientados en D&D siempre han tenido unos extensos editores de personajes. En el editor de Shadows of Amn se puede escoger la raza del personaje entre siete diferentes (humano, elfo, semi-elfo, enano, mediano, gnomo y semi-orco), además de la clase, de las que existen ocho (sacerdote, druída, paladín, mago, hechicero, guerrero, bárbaro, explorador y pícaro). 
Aparte, existe la opción de hacerse multiclase y poder, por ejemplo, blandir espadas y lanzar hechizos de mago, pero a costa de penalizaciones.
También se podrá elegir el alineamiento del jugador, entre legal, neutral y caótico, cada uno de ellos dividido a su vez entre bueno, neutral y maligno. Se pueden ajustar atributos como la fuerza, la destreza, la constitución, la inteligencia, la sabiduría o el carisma. 